# 6076 Plavec
6076 Plavec este un asteroid din centura principală de asteroizi.

## Descriere
6076 Plavec este un asteroid din centura principală de asteroizi. A fost descoperit pe 14 februarie 1980 la Observatorul Kleť de Ladislav Brožek. Asteroidul prezintă o orbită caracterizată de o semiaxă mare de 2,64 ua, o excentricitate de 0,18 și o înclinație de 8,2° în raport cu ecliptica.